# Borová Lada
Borová Lada (plurál, tedy v Borových Ladech, německy Ferchenhaid) jsou obec v okrese Prachatice v Jihočeském kraji. Leží na Teplé Vltavě na hranici Národního parku Šumava, 25 kilometrů západně od Prachatic a deset kilometrů jihozápadně od Vimperku. Rozkládá se na ploše 86 km² a má 281 obyvatel.

## Historie
Na jihovýchod od obce byla v roce 1860 postavena kaple sv. Anny a k ní vedoucí Křížová cesta, kam se pravidelně konala anenská pouť (Annafest). Tradice byla přerušena v roce 1944, v roce 1950 byla odsloužena v kapli ještě jedna mše. V roce 1956 byla kaple stržena a zničeny byly i okolní kříže a zastavení křížové cesty. Poutě byly obnoveny v roce 2001, později byla znovu vybudována i kaple.
V letech 1938 až 1945 byla Borová Lada v důsledku uzavření Mnichovské dohody přičleněna k nacistickému Německu.

## Přírodní poměry
Velmi krátké až krátké léto, mírně chladné a vlhké, přechodné období je dlouhé, mírně chladné jaro a mírný podzim. Zima je dlouhá, mírná, mírně vlhká s dlouhým trváním sněhové pokrývky.[zdroj⁠?!]
Obec leží na okraji NP Šumava uvnitř CHKO Šumava. Na území obce jsou vyhlášeny 2 přírodní rezervace (Najmanka, Pravětínská Lada) a přírodní památky (Buková slať, Pasecká slať, Pod Šindlovem).
Část území obce leží v  Národním parku Šumava. V katastrálním území Svinná Lada (zhruba 1 km severně od Borových Lad) je rašeliniště Chalupská slať, které náleží do I. zóny Národního parku Šumava. 
Území obce spadá do ptačí oblasti Šumava (kód CZ0311041).

## Části obce
- Borová Lada
- Černá Lada
- Knížecí Pláně
- Nový Svět
- Paseka
- Šindlov
- Svinná Lada
- Zahrádky

Od 26. listopadu 1971 do 31. prosince 1991 k obci patřily i Nové Hutě.

## Společnost

### Školství
- Základní škola a Mateřské škola

### Sport
Okolí obce je protkáno cyklostezkami a turistickými značkami, v zimě pak běžkařskými trasami. Obec získala v roce 2001 ocenění Zelená stuha.

### Festivaly
- Anenská pouť

## Pamětihodnosti
V obci jsou četné domy v tradiční lidové architektuře Šumavy. Památkově chráněn je dům čp. 11 (Nový Svět).

## Turismus
V Borových Ladách jsou Soví voliéry – návštěvnické centrum Národního parku Šumava.
Informační středisko Národního parku Šumava je u rašeliniště Chalupská slať.
Z Borových Lad vychází okružní naučná stezka s názvem „Naučná stezka les – pod vrcholem Vyhlídka“. Na úbočí kopce západně nad obcí se nalézala rozhledna Vyhlídka, na podzim 2016 však byla z důvodu špatného technického stavu stržena.

## Galerie

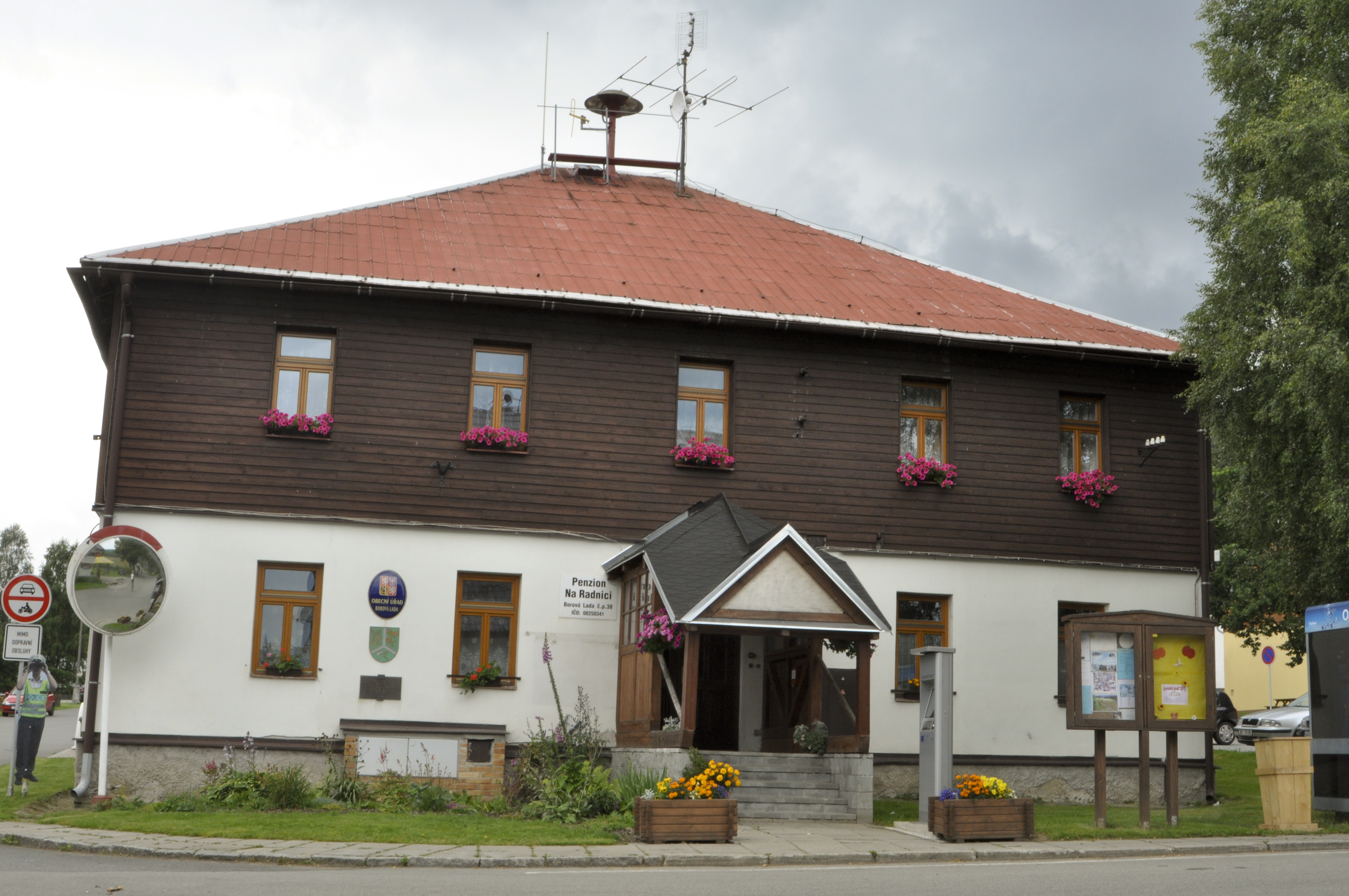
Obecní úřad
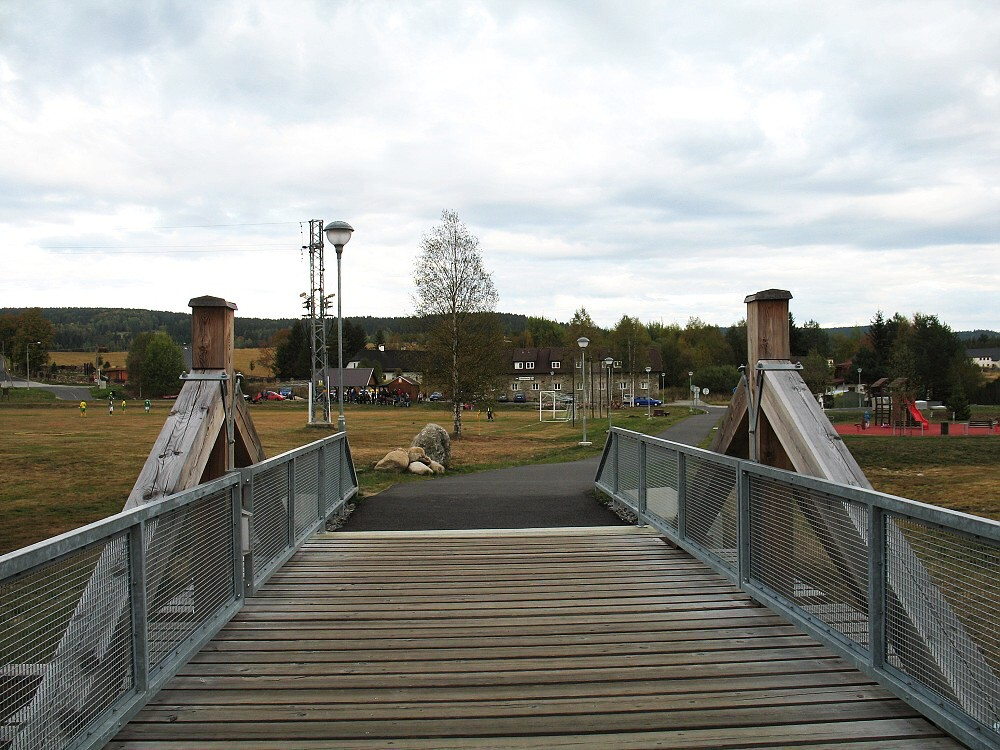
Atypický most přes Teplou Vltavu
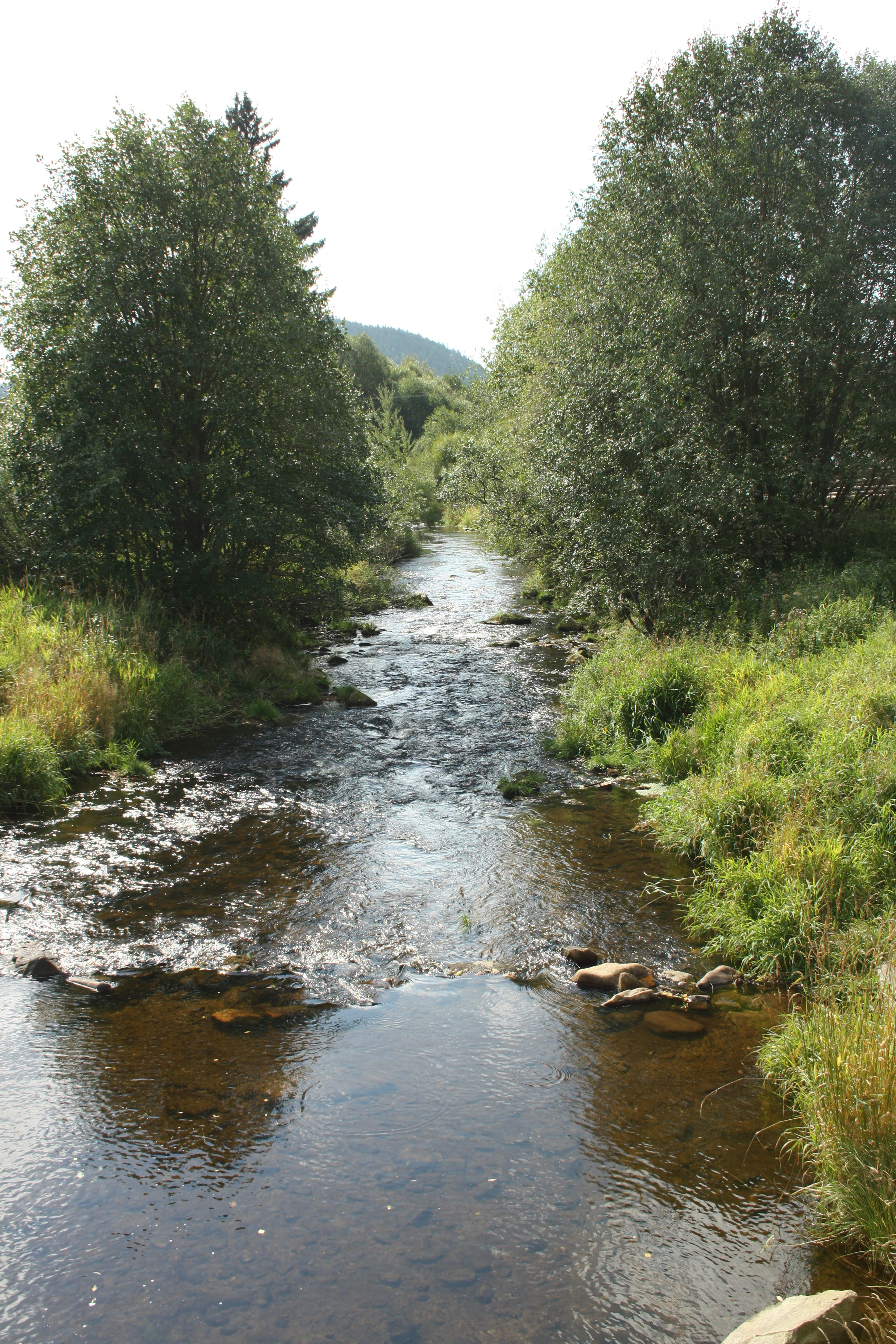
Teplá Vltava
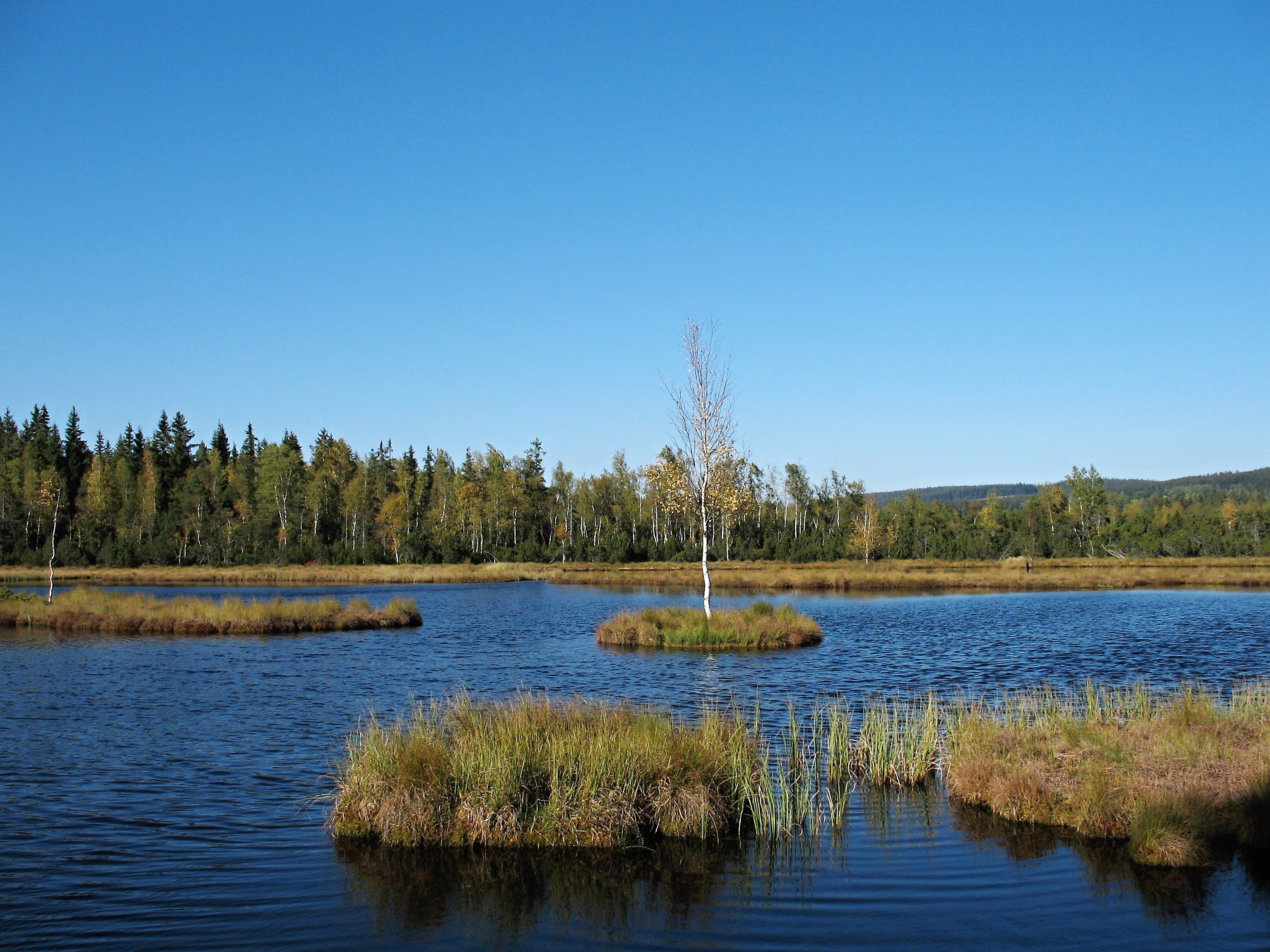
Chalupská slať
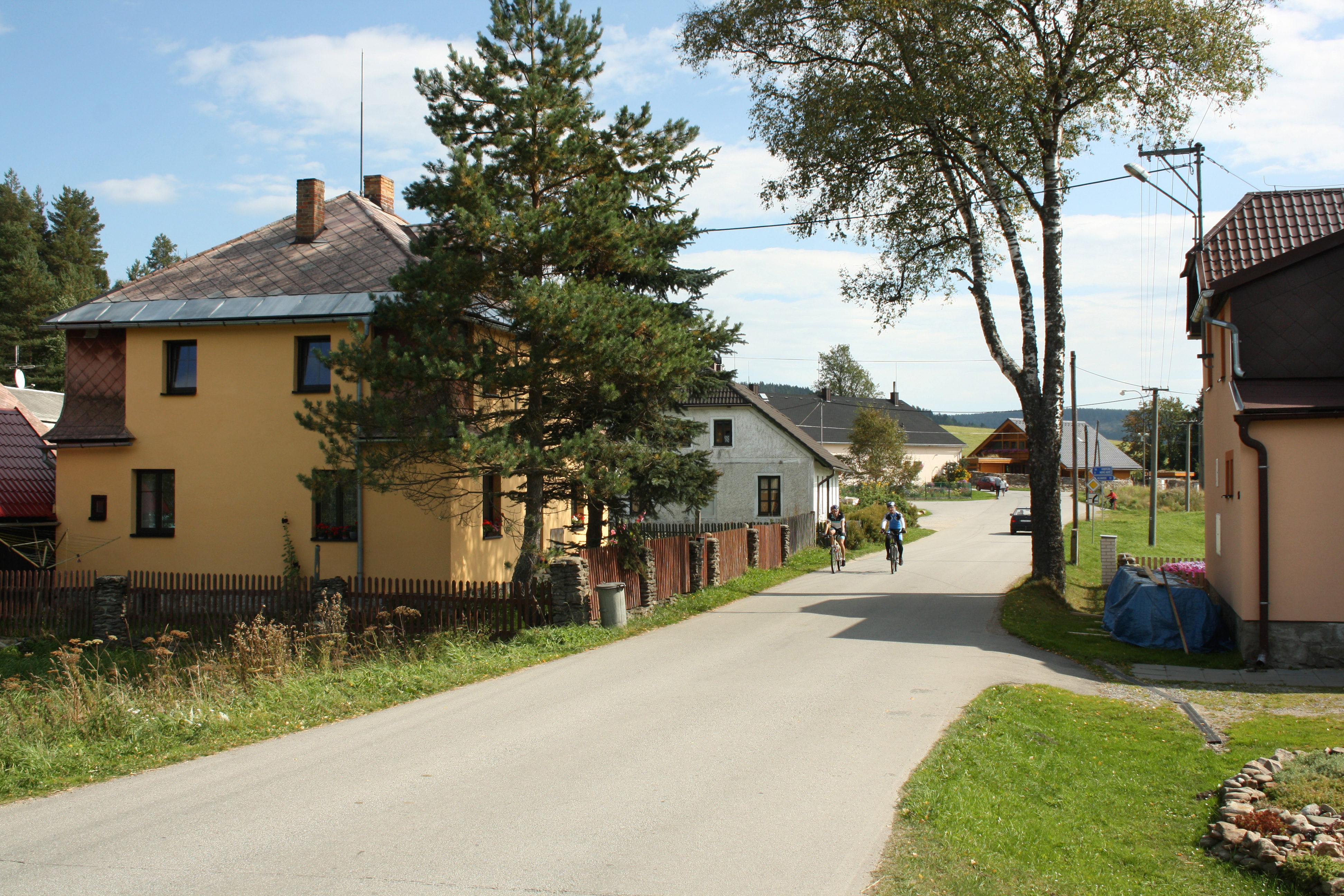
Hlavní silnice